# Colle Calvello
Il Colle Calvello (936,4 m s.l.m.)  è una montagna dei Monti Lepini nell'Antiappennino laziale, che si trova nel Lazio, tra le province di Latina e Frosinone, al confine tra Maenza e Giuliano di Roma.